# Bodyline

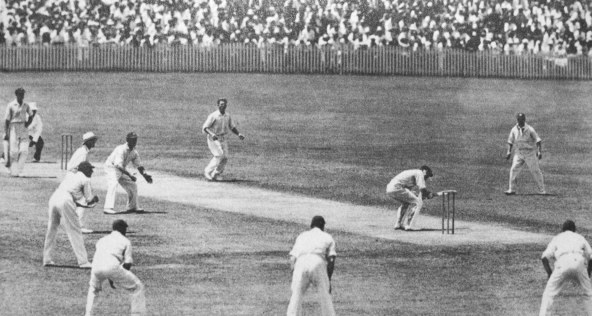
Bill Woodfull esquiva una pelota de bodyline

Bodyline, también conocida como lanzamiento rápido de teoría de pierna, fue una táctica de críquet ideada por el equipo de críquet de Inglaterra para su gira de las Ashes de 1932-33 en Australia. Fue diseñada para contrarrestar la extraordinaria habilidad de bateo del principal bateador, Don Bradman. Una entrega de bodyline era aquella en la que la pelota de críquet se lanzaba con rapidez, dirigida al cuerpo del bateador, esperando que al defenderse con su bate, una desviación resultante pudiera ser atrapada por uno de varios fildeadores colocados deliberadamente cerca en el lado de pierna.
En esa época, no se usaban cascos ni otro equipo protector para la parte superior del cuerpo, y los críticos de la táctica la consideraban intimidatoria y físicamente amenazante en un juego que tradicionalmente se suponía debía mantener las convenciones de deportividad. El uso de la táctica por parte del equipo de Inglaterra fue percibido por algunos, tanto en Australia como en Inglaterra, como excesivamente agresivo o incluso injusto. Provocó una controversia que escaló hasta tal punto que amenazó las relaciones diplomáticas entre ambos países antes de que la situación se calmara.
Aunque no surgieron lesiones graves por entregas de lanzamiento corto mientras se establecía un campo de teoría de pierna, la táctica generó un considerable malestar entre los dos equipos, particularmente cuando los bateadores australianos fueron golpeados, inflamando a los espectadores. Tras la introducción de los cascos, el lanzamiento rápido de corta distancia, a veces superando los 90 millas por hora (144,8 km/h), sigue siendo permitido en el críquet, incluso cuando se dirige al bateador, y se considera una táctica de lanzamiento legítima cuando se usa con moderación. Con el tiempo, varias Leyes del Críquet fueron modificadas para hacer la táctica de bodyline menos efectiva y aumentar la seguridad de los jugadores, como la restricción del campo en el lado de pierna, descansos por conmoción cerebral e inspecciones.

## Definición y etimología
Bodyline es una táctica ideada para y utilizada principalmente en la serie de Ashes entre Inglaterra y Australia en 1932-33. La táctica implicaba lanzar hacia el tocón de pierna o justo fuera de él, pero con un lanzamiento corto para que, al rebotar, la pelota se elevara amenazadoramente hacia el cuerpo de un bateador en posición ortodoxa de bateo. Un anillo de fildeadores colocados en el lado de pierna atraparía cualquier desviación defensiva del bate. Las opciones del bateador eran evadir la pelota agachándose o moviéndose a un lado, permitir que la pelota golpeara su cuerpo, o intentar jugar la pelota con su bate. Esta última opción conllevaba riesgos adicionales, ya que los golpes defensivos generaban pocas carreras y podían ser atrapados por fildeadores en el lado de pierna, y los tiros de gancho y tracción podían ser atrapados cerca del límite del campo donde generalmente se colocaban dos hombres para tal tiro.
El lanzamiento de bodyline tiene la intención de ser intimidatorio, y fue diseñado principalmente como un intento de frenar el inusual puntaje prolífico de Don Bradman, aunque otros bateadores australianos como Bill Woodfull, Bill Ponsford y Alan Kippax también fueron objetivos.
Varios términos se usaron para describir este estilo de lanzamiento antes de que se utilizara el nombre «bodyline». Entre los primeros en usarlo estuvo el escritor y exjugador de pruebas australiano Jack Worrall en el partido entre el equipo inglés y un XI australiano. Cuando se usó «bodyline» por primera vez en su totalidad, se refirió a «lanzamientos a media altura en la línea del cuerpo» y lo usó por primera vez en la prensa tras el primer Test. Otros escritores usaron una frase similar en esa época, pero el primer uso de «bodyline» en la prensa parece haber sido del periodista Hugh Buggy en el Herald de Melbourne, en su informe sobre el primer día de juego del primer Test.

## Génesis

### Lanzamiento de teoría de pierna
En el siglo XIX, la mayoría de los jugadores de críquet consideraban antideportivo lanzar la pelota hacia el tocón de pierna o que los bateadores golpearan en el lado de pierna. Pero a principios del siglo XX, algunos lanzadores, generalmente lentos o de ritmo medio, usaban la teoría de pierna como táctica; la pelota se dirigía fuera de la línea del tocón de pierna y los fildeadores se colocaban en ese lado del campo, con el objetivo de probar la paciencia del bateador y forzar un golpe imprudente. Dos lanzadores ingleses zurdos, George Hirst en 1903-04 y Frank Foster en 1911-12, lanzaron teoría de pierna a campos llenos de pierna en partidos de prueba en Australia; Warwick Armstrong también la usó regularmente para Australia. En los años inmediatamente anteriores a la Primera Guerra Mundial, varios lanzadores usaron la teoría de pierna en el críquet de condado inglés. Entre estos estaba el sudafricano Basil Melle, quien utilizó el lanzamiento de teoría de pierna jugando para el Universidad de Oxford durante la temporada de 1913, en la que tomó 55 wickets y en El Partido de la Universidad dominó a los bateadores del Universidad de Cambridge.
Cuando el críquet se reanudó después de la guerra, pocos lanzadores mantuvieron la táctica, que era impopular entre los espectadores debido a su negatividad. Fred Root, el lanzador del Worcestershire, la usó regularmente y con considerable éxito en el críquet de condado. Root más tarde defendió el uso de la teoría de pierna—y del bodyline—observando que cuando los lanzadores lanzaban fuera del tocón de fuera, los bateadores siempre tenían la opción de dejar pasar la pelota sin jugar un tiro, por lo que difícilmente podían quejarse.
Algunos lanzadores rápidos experimentaron con la teoría de pierna antes de 1932, a veces acompañando la táctica con lanzamientos cortos. En 1925, el australiano Jack Scott lanzó por primera vez una forma de lo que más tarde se llamaría bodyline en un partido estatal para Nueva Gales del Sur; su capitán Herbie Collins lo desaprobó y no le permitió usarlo de nuevo. Otros capitanes australianos fueron menos estrictos, incluyendo a Vic Richardson, quien pidió al lanzador de Australia del Sur Lance Gun que lo usara en 1925, y más tarde permitió a Scott usarlo cuando se trasladó a Australia del Sur. Scott repitió las tácticas contra el MCC en 1928-29. En 1927, en un partido de prueba, "Nobby" Clark lanzó corto a una trampa de pierna (un grupo de fildeadores colocados cerca en el lado de pierna). Representaba a Inglaterra en un equipo capitaneado por Douglas Jardine. En 1928-29, Harry Alexander lanzó teoría de pierna rápida a un equipo de Inglaterra, y Harold Larwood usó brevemente una táctica similar en esa misma gira en dos partidos de prueba. Freddie Calthorpe, el capitán de Inglaterra, criticó el uso de lanzamientos cortos al lado de pierna por parte de Learie Constantine en un partido de prueba en 1930; una de esas pelotas golpeó a Andy Sandham, pero Constantine solo volvió a tácticas más convencionales tras una queja del equipo de Inglaterra.

### Don Bradman

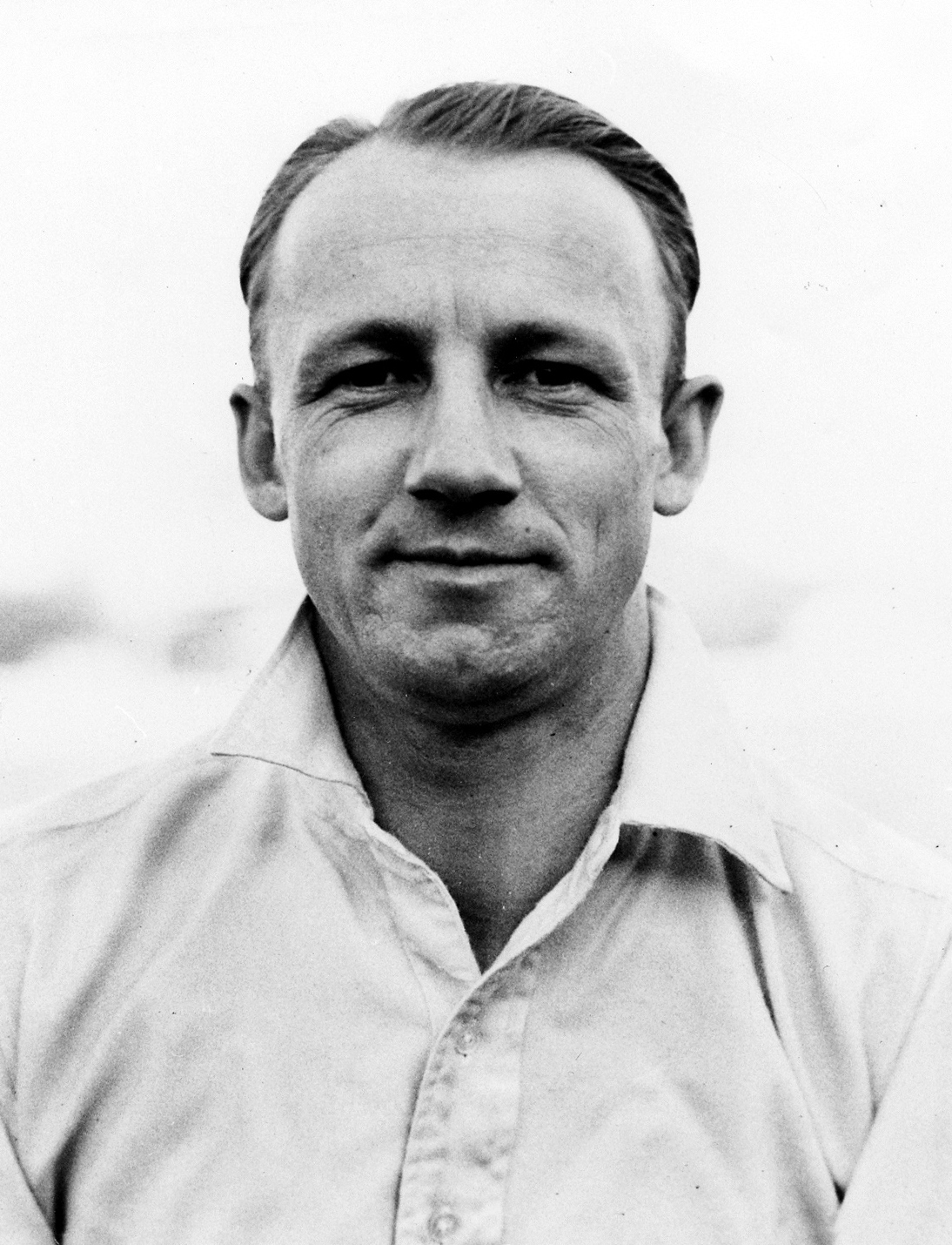
Don Bradman en 1930

El equipo de críquet de Australia realizó una gira por Inglaterra en 1930. Australia ganó la serie de cinco pruebas 2-1, y Bradman anotó 974 carreras con un promedio de bateo de 139.14, un récord de acumulación que aún se mantiene hasta hoy. Para la siguiente serie de Ashes de 1932-33, el promedio de Bradman rondaba los 100, aproximadamente el doble que el de todos los demás bateadores de clase mundial. Las autoridades del críquet inglés sentían que se requerían tácticas específicas para evitar que Bradman tuviera aún más éxito en sus propios terrenos australianos; algunos creían que Bradman era más vulnerable contra el lanzamiento de giro de pierna ya que Walter Robins e Ian Peebles supuestamente le habían causado problemas; en consecuencia, dos lanzadores de giro de pierna fueron incluidos en el equipo de gira inglés de 1932-33.
Gradualmente, se desarrolló la idea de que Bradman podría ser vulnerable al lanzamiento rápido. En la última prueba de la serie de Ashes de 1930, mientras bateaba, el terreno se volvió brevemente difícil tras la lluvia. Se observó que Bradman se sentía incómodo enfrentando entregas que rebotaban más alto de lo habitual a un ritmo más rápido, viéndose constantemente retroceder fuera de la línea de la pelota. El exjugador de Inglaterra y capitán de Surrey, Percy Fender, fue uno de los que notó esto, y el incidente fue muy discutido por los jugadores de críquet. Dado que Bradman anotó 232, inicialmente no se pensó que se había encontrado una forma de frenar su prolífico puntaje. Cuando Douglas Jardine vio más tarde imágenes del incidente en el Oval y notó la incomodidad de Bradman, según su hija, exclamó: «¡Lo tengo! ¡Es débil!» La teoría de la vulnerabilidad de Bradman se desarrolló aún más cuando Fender recibió correspondencia de Australia en 1932, describiendo cómo los bateadores australianos se movían cada vez más hacia el lado de fuera para jugar la pelota en el lado de entrada. Fender mostró estas cartas a su compañero de equipo de Surrey, Jardine, cuando quedó claro que Jardine sería el capitán del equipo inglés en Australia durante la gira de 1932-33, y también discutió la incomodidad de Bradman en el Oval. También se sabía en Inglaterra que Bradman fue despedido por un pato de cuatro bolas por el lanzador rápido Eddie Gilbert, y se veía muy incómodo. Bradman también había parecido incómodo contra el ritmo de Sandy Bell en su entrada de 299 no out en el Adelaide Oval en la gira de Sudáfrica por Australia a principios de 1932, cuando el lanzador desesperado decidió lanzar corto contra él, y el sudafricano Herbie Taylor, según Jack Fingleton, pudo haber mencionado esto a los jugadores de críquet ingleses en 1932. Fender sentía que Bradman podría ser vulnerable a entregas rápidas y cortas en la línea del tocón de pierna. Jardine sentía que Bradman estaba nervioso por mantenerse firme contra un lanzamiento intimidatorio, citando casos en 1930 cuando se movía, contrario a la técnica de bateo ortodoxa.

### Douglas Jardine

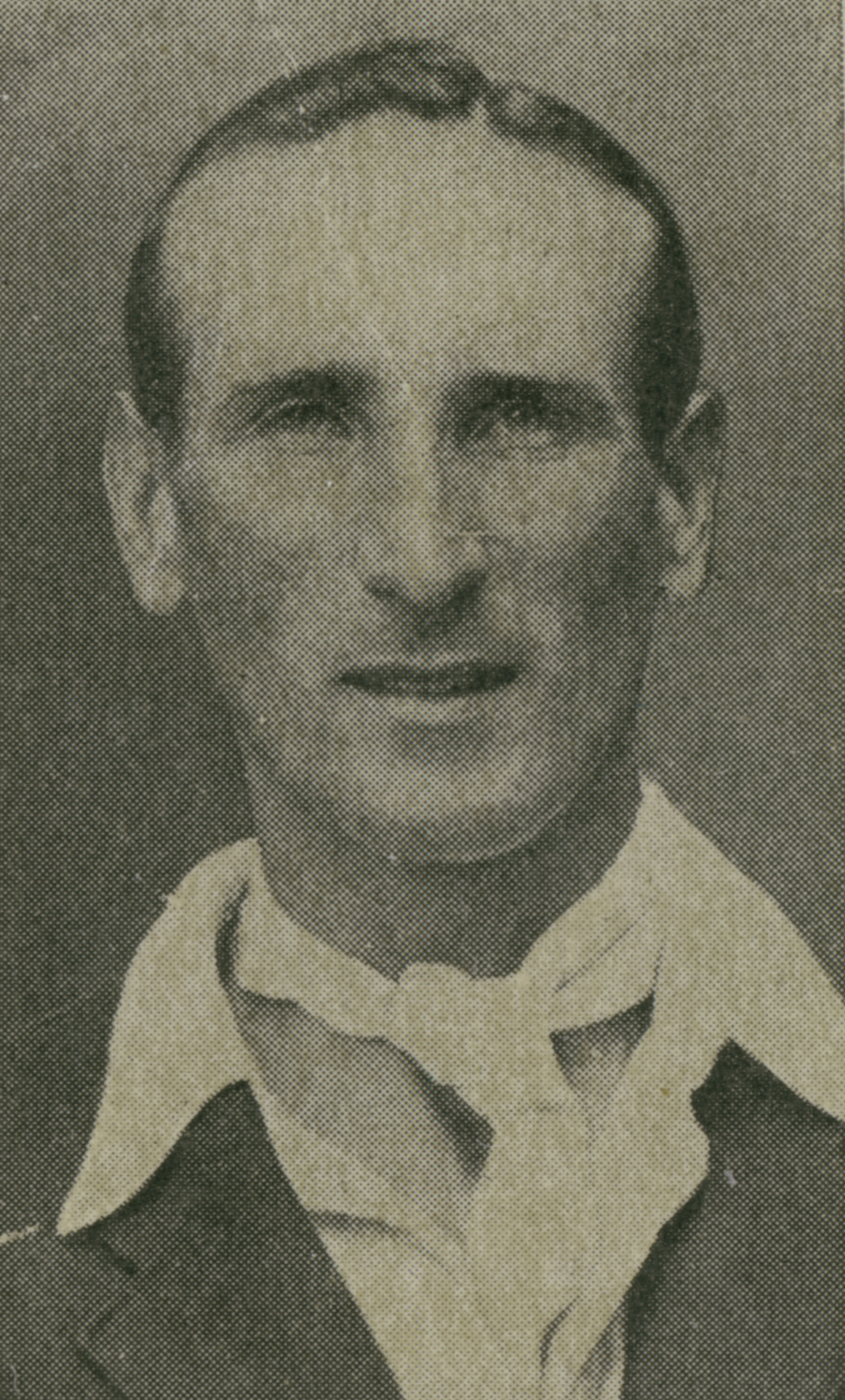
Douglas Jardine fue el capitán de Inglaterra durante la serie de 1932-33.

La primera experiencia de Jardine contra Australia fue cuando anotó 96 no out para asegurar un empate contra el equipo australiano de gira de 1921 para el Universidad de Oxford. Los turistas fueron criticados en la prensa por no permitir que Jardine alcanzara su centenar, pero habían intentado ayudarlo con algunos lanzamientos fáciles. Se ha especulado que este incidente ayudó a desarrollar la antipatía de Jardine hacia los australianos, aunque el biógrafo de Jardine, Christopher Douglas, lo niega. La actitud de Jardine hacia Australia se endureció después de que realizó una gira por el país en 1928-29. Cuando anotó tres centenas consecutivas en los primeros partidos, fue frecuentemente abucheado por la multitud por su juego lento; los espectadores australianos tomaron cada vez más antipatía hacia él, principalmente por su actitud y porte superior, su fildeo torpe, y particularmente por su elección de sombrero—un gorro de Harlequín que se otorgaba a los jugadores de críquet exitosos de Oxford. Aunque Jardine pudo haber usado el gorro simplemente por superstición, transmitía una impresión negativa a los espectadores; su comportamiento general provocó un comentario de «¿Dónde está el mayordomo para llevarte el bate?» En esta etapa, Jardine había desarrollado una intensa aversión por las multitudes australianas. Durante su tercera centena al inicio de la gira, durante un período de abuso por parte de los espectadores, observó a Hunter Hendry que «todos los australianos son incultos y una turba desordenada». Después de la entrada, cuando su compañero de equipo Patsy Hendren comentó que a las multitudes australianas no les gustaba Jardine, él respondió «es mutuo, maldita sea». Durante la gira, Jardine fildeó junto a la multitud en el límite. Allí, fue ampliamente insultado y burlado por su fildeo torpe, particularmente cuando perseguía la pelota. En una ocasión, escupió hacia la multitud mientras fildeaba en el límite al cambiar de posición por última vez.
Jardine fue nombrado capitán de Inglaterra para la temporada de 1931, reemplazando a Percy Chapman, quien había liderado el equipo en 1930. Derrotó a Nueva Zelanda en su primera serie, pero la opinión estaba dividida sobre cuán efectivo había sido. La temporada siguiente, lideró a Inglaterra nuevamente y fue nombrado para liderar la gira por Australia para la serie de Ashes de 1932-33. Se organizó una reunión entre Jardine, el capitán del Nottinghamshire, Arthur Carr, y sus dos lanzadores rápidos, Harold Larwood y Bill Voce, en el Hotel Piccadilly de Londres para discutir un plan para contrarrestar a Bradman. Jardine preguntó a Larwood y Voce si podían lanzar en el tocón de pierna y hacer que la pelota se elevara hacia el cuerpo del bateador. Los lanzadores acordaron que podían, y que podría resultar efectivo. Jardine también visitó a Frank Foster para discutir su colocación de campo en Australia en 1911-12.
Larwood y Voce practicaron el plan durante el resto de la temporada de 1932 con éxito variable pero creciente y varias lesiones a los bateadores. Ken Farnes experimentó con lanzamientos cortos de teoría de pierna pero no fue seleccionado para la gira. Bill Bowes también usó lanzamientos cortos, notablemente contra Jack Hobbs.

## Serie de Ashes de 1932-33

### Desarrollo inicial en la gira

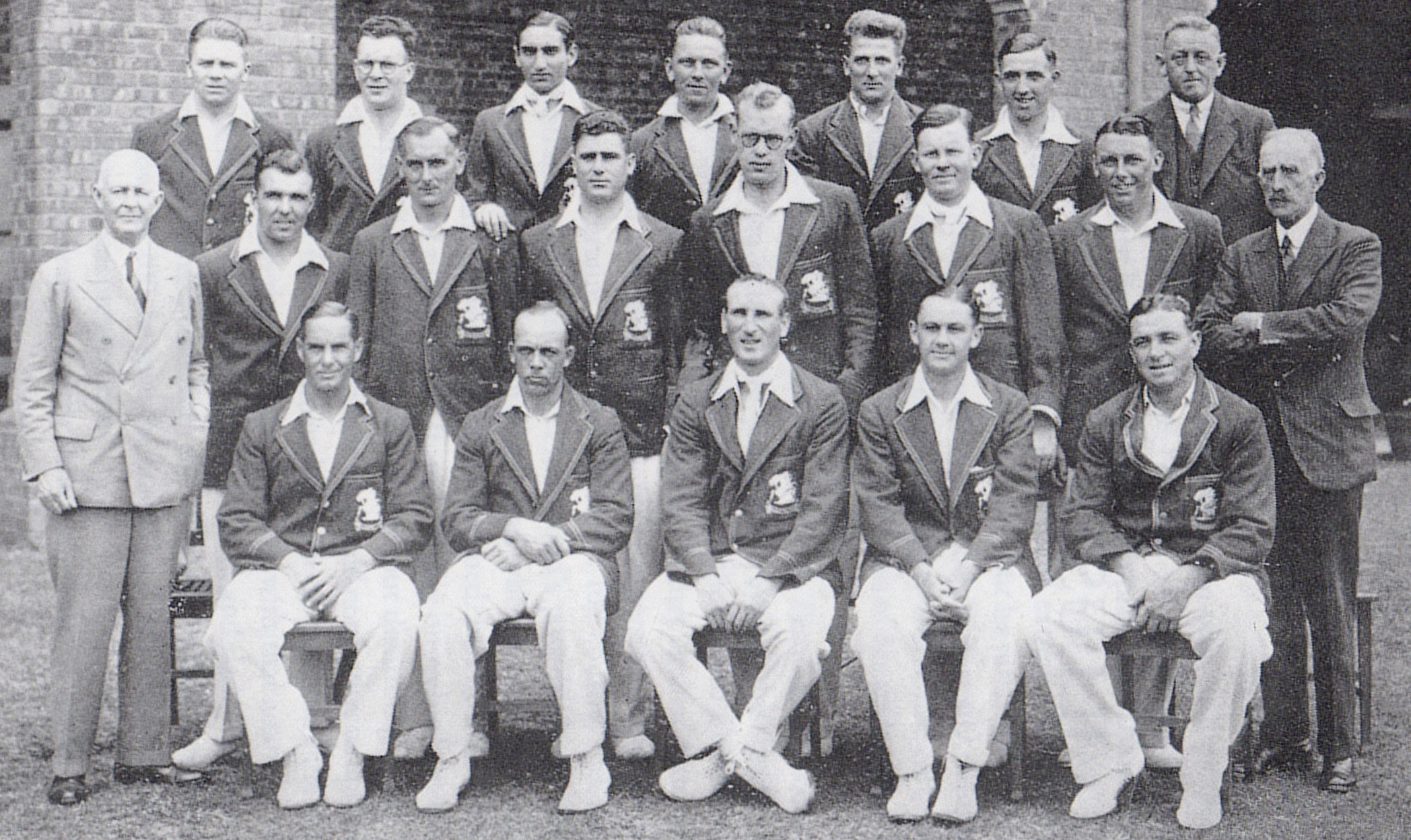
El equipo de Inglaterra que realizó la gira por Australia en 1932-33. Fila trasera: George Duckworth, Tommy Mitchell, Nawab de Pataudi, Maurice Leyland, Harold Larwood, Eddie Paynter, W. Ferguson (anotador). Fila media: Pelham Warner (co-gerente), Les Ames, Hedley Verity, Bill Voce, Bill Bowes, Freddie Brown, Maurice Tate, R. C. N. Palairet (co-gerente). Fila delantera: Herbert Sutcliffe, Bob Wyatt, Douglas Jardine, Gubby Allen, Wally Hammond

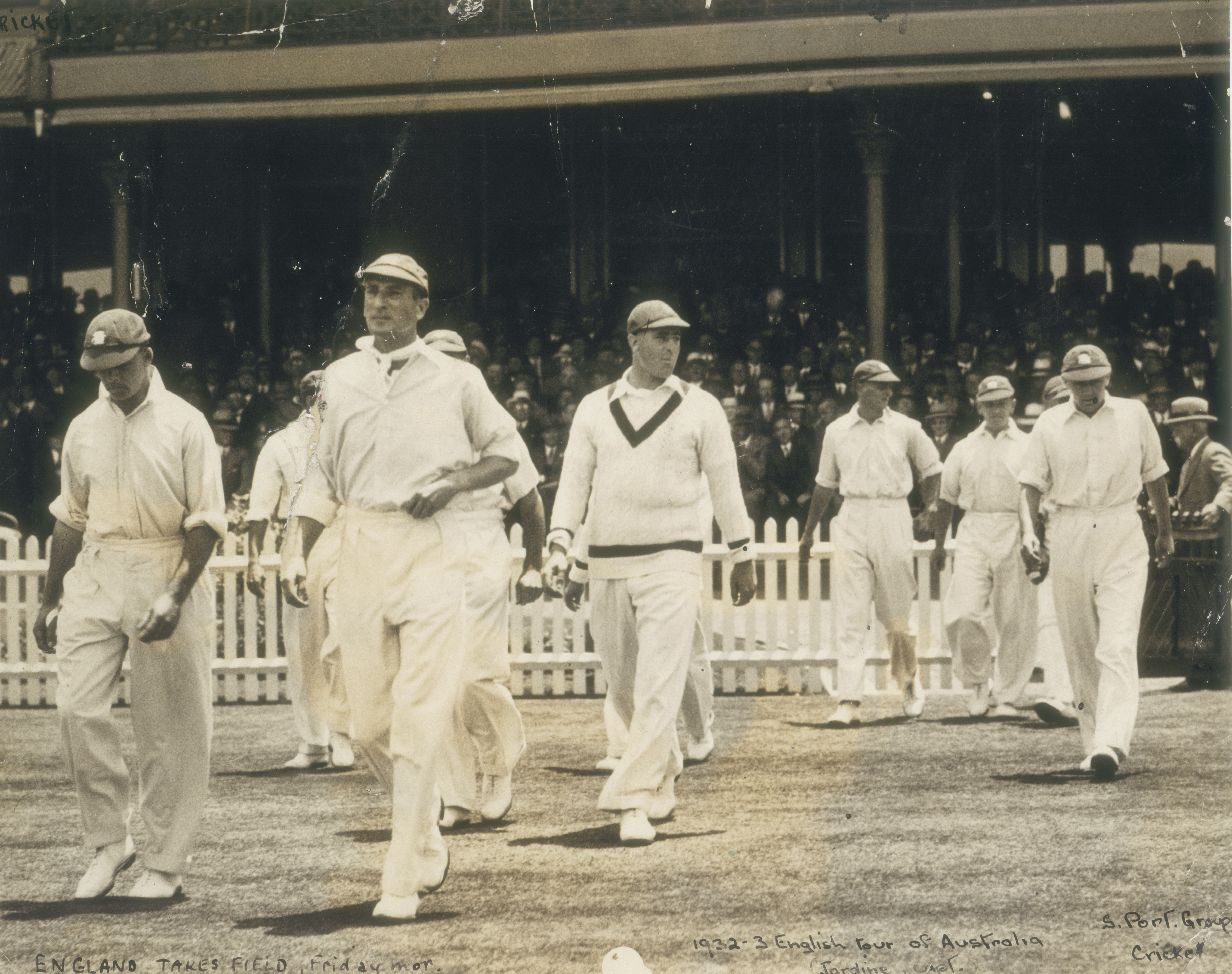
Jardine lidera al equipo inglés hacia el Sydney Cricket Ground, 2 de diciembre de 1932

El equipo de Inglaterra que realizó la gira por Australia en 1932-33 contenía cuatro lanzadores rápidos y algunos de ritmo medio; tal concentración en el ritmo era inusual en ese momento y atrajo comentarios de la prensa y los jugadores australianos, incluido Bradman. Durante el viaje, Jardine instruyó a su equipo sobre cómo abordar la gira y discutió tácticas con varios jugadores, incluido Larwood; en esta etapa, parece que se decidió por la teoría de pierna, si no por el bodyline completo, como su táctica principal. Algunos jugadores informaron más tarde que les dijo que odiaran a los australianos para derrotarlos, mientras les instruía que se refirieran a Bradman como «el pequeño bastardo». Al llegar, Jardine rápidamente alienó a la prensa y a las multitudes con su manera y enfoque.
En los primeros partidos, aunque hubo casos de los lanzadores ingleses lanzando la pelota corta y causando problemas con su ritmo, no se usaron tácticas completas de bodyline. No había nada inusual en los lanzamientos ingleses excepto el número de lanzadores rápidos. Jardine dio a Larwood y Voce una carga de trabajo ligera en los primeros partidos. Las tácticas inglesas cambiaron en un juego contra un equipo XI australiano en Melbourne a mediados de noviembre, cuando se desplegaron por primera vez tácticas completas de bodyline. Jardine se había dejado fuera del equipo inglés, que fue liderado en cambio por Bob Wyatt, quien más tarde escribió que el equipo experimentó con una forma diluida de lanzamiento de bodyline. Informó a Jardine que Bradman, quien jugaba para la oposición, parecía incómodo contra las tácticas de lanzamiento de Larwood, Voce y Bowes. La multitud, la prensa y los jugadores australianos quedaron conmocionados por lo que experimentaron y creyeron que los lanzadores estaban apuntando a las cabezas de los bateadores. Bradman adoptó tácticas poco ortodoxas—agachándose, tejiendo y moviéndose por el pliegue—que no encontraron la aprobación universal de los australianos y anotó solo 36 y 13 en el partido.
La táctica continuó usándose en el siguiente juego por Voce (Larwood y Bowes no jugaron en este partido), contra Nueva Gales del Sur, para quienes Jack Fingleton hizo un centenar y recibió varios golpes en el proceso. Bradman falló dos veces de nuevo, y había anotado solo 103 carreras en seis entradas contra el equipo de gira; muchos fanáticos australianos ahora estaban preocupados por la forma de Bradman. Mientras tanto, Jardine escribió para decirle a Fender que su información sobre la técnica de bateo australiana era correcta y que significaba que tenía que mover cada vez más fildeadores al lado de pierna: «si esto continúa, tendré que mover a todo el maldito grupo al lado de pierna».
La prensa australiana estaba conmocionada y criticó la hostilidad de Larwood en particular. Algunos exjugadores australianos se unieron a la crítica, diciendo que las tácticas eran éticamente incorrectas. Pero en esta etapa, no todos estaban en contra, y la Junta de Control de Australia creía que el equipo inglés había lanzado justamente. Por otro lado, Jardine cada vez más entró en desacuerdo con el gerente de la gira Warner sobre el bodyline a medida que avanzaba la gira. Warner odiaba el bodyline pero no hablaría en contra de él. Fue acusado de hipocresía por no tomar una postura de ningún lado, particularmente después de expresar sentimientos al inicio de la gira de que el críquet «se ha convertido en sinónimo de todo lo que es verdadero y honesto. Decir 'eso no es críquet' implica algo deshonesto, algo que no está en línea con los mejores ideales... todos los que lo aman como jugadores, oficiales o espectadores deben tener cuidado de que nada de lo que hagan cause daño».

### Primeros dos partidos de prueba

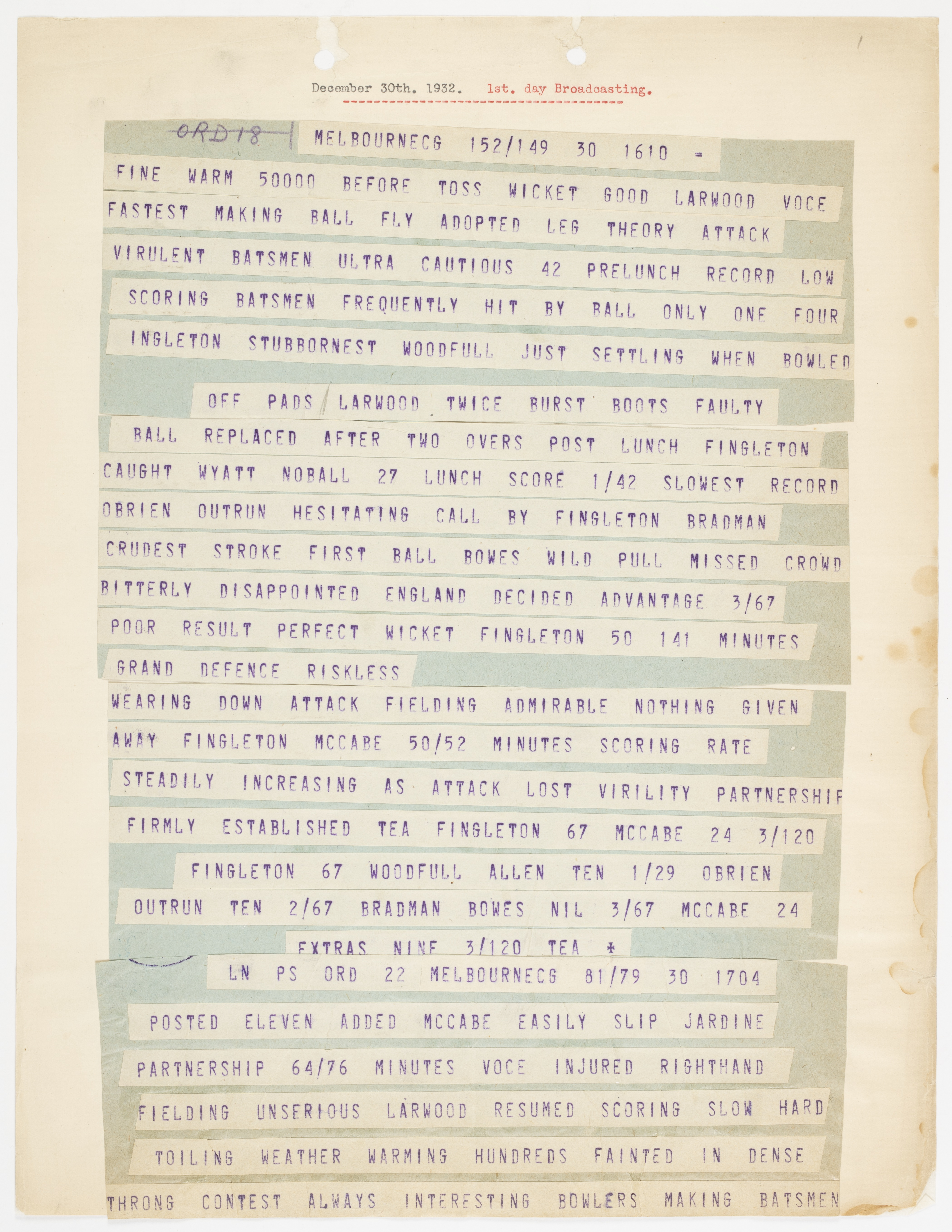
Descripción del juego en la segunda prueba, incluyendo el wicket de Bradman. Los cables que describían brevemente cada día de juego fueron enviados por reporteros a Inglaterra, donde se convirtieron en guiones para transmisión.

Bradman se perdió la primera prueba en Sídney, agotado por el críquet constante y la discusión en curso con la Junta de Control. Jardine escribió más tarde que la verdadera razón fue que el bateador había sufrido un colapso nervioso. Los lanzadores ingleses usaron el bodyline intermitentemente en el primer partido, para el descontento vocal de la multitud, y los australianos perdieron el juego por diez wickets. Larwood fue particularmente exitoso, logrando cifras de partido de diez wickets por 124 carreras. Uno de los lanzadores ingleses, Gubby Allen, se negó a lanzar con fildeadores en el lado de pierna, enfrentándose con Jardine por estas tácticas. El único bateador australiano que tuvo impacto fue Stan McCabe, quien enganchó y tiró todo lo dirigido a la parte superior de su cuerpo, para anotar 187 no out en cuatro horas desde 233 entregas. Entre bastidores, los administradores comenzaron a expresar preocupaciones entre sí. Sin embargo, las tácticas inglesas aún no recibían desaprobación universal; el excapitán australiano Monty Noble elogió el lanzamiento inglés.
Mientras tanto, se animaba a Woodfull a tomar represalias contra el ataque corto inglés, no menos por miembros de su propio equipo como Vic Richardson, o a incluir lanzadores rápidos como Eddie Gilbert o Laurie Nash para igualar la agresión del oponente. Pero Woodfull se negó a considerar hacerlo. Tuvo que esperar hasta minutos antes del juego para que los selectores lo confirmaran como capitán.
Para la segunda prueba, Bradman regresó al equipo después de que sus empleadores periodísticos lo liberaran de su contrato. Inglaterra continuó usando bodyline y Bradman fue despedido por su primera pelota en la primera entrada. En la segunda entrada, contra el ataque completo de bodyline, anotó un centenar no out que ayudó a Australia a ganar el partido y empatar la serie en un partido cada uno. Los críticos comenzaron a creer que el bodyline no era la amenaza que se había percibido y la reputación de Bradman, que había sufrido ligeramente con sus fracasos anteriores, fue restaurada. Sin embargo, el terreno era ligeramente más lento que otros en la serie, y Larwood sufría problemas con sus botas que reducían su efectividad.

### Tercera prueba
La controversia alcanzó su punto máximo durante la Tercera prueba en Adelaida. El segundo día, un sábado, ante una multitud de 50,962 espectadores, Australia eliminó a Inglaterra que había bateado durante el primer día. En el tercer over de la entrada australiana, Larwood lanzó a Woodfull. La quinta pelota pasó cerca de la cabeza de Woodfull y la pelota final, entregada corta en la línea del tocón del medio, golpeó a Woodfull sobre el corazón. El bateador soltó su bate y se tambaleó sosteniendo su pecho, encorvado de dolor. Los jugadores ingleses rodearon a Woodfull para ofrecer simpatía, pero la multitud comenzó a protestar ruidosamente. Jardine llamó a Larwood: «¡Bien lanzado, Harold!» Aunque el comentario estaba destinado a inquietar a Bradman, quien también estaba bateando en ese momento, Woodfull quedó horrorizado. El juego se reanudó tras una breve pausa, una vez que se aseguró que el capitán australiano estaba en condiciones de continuar y, dado que el over de Larwood había terminado, Woodfull no tuvo que enfrentar el lanzamiento de Allen en el siguiente over. Sin embargo, cuando Larwood estuvo listo para lanzar a Woodfull de nuevo, el juego se detuvo una vez más cuando los fildeadores fueron movidos a posiciones de bodyline, causando que la multitud protestara y gritara insultos al equipo inglés. Posteriormente, Jardine afirmó que Larwood solicitó un cambio de campo, Larwood dijo que Jardine lo había hecho. Muchos comentaristas condenaron el cambio de campo como antideportivo, y los espectadores enfurecidos se volvieron extremadamente volátiles. Jardine, aunque escribió que Woodfull podría haberse retirado herido si no estaba en condiciones, más tarde expresó su arrepentimiento por hacer el cambio de campo en ese momento. La furia de la multitud fue tal que podría haber ocurrido un disturbio si se hubiera producido otro incidente y varios escritores sugirieron que la ira de los espectadores fue la culminación de los sentimientos acumulados durante los dos meses que el bodyline se había desarrollado.
Durante el over, otra entrega ascendente de Larwood derribó el bate de las manos de Woodfull. Bateó durante 89 minutos, siendo golpeado algunas veces más antes de que Allen lo eliminara por 22. Más tarde ese día, Pelham Warner, uno de los gerentes de Inglaterra, visitó el vestuario australiano. Expresó simpatía a Woodfull pero quedó sorprendido por la respuesta del australiano. Según Warner, Woodfull respondió, «No quiero verte, señor Warner. Hay dos equipos ahí fuera. Uno está intentando jugar al críquet y el otro no». Fingleton escribió que Woodfull había añadido, «Este juego es demasiado bueno para ser estropeado. Es hora de que algunas personas salgan de él». Woodfull solía ser digno y de hablar tranquilo, haciendo su reacción sorprendente para Warner y otros presentes. Warner quedó tan conmocionado que fue encontrado en lágrimas más tarde ese día en su habitación de hotel.
No hubo juego al día siguiente, el domingo era un día de descanso, pero el lunes por la mañana, el intercambio entre Warner y Woodfull fue reportado en varios periódicos australianos. Los jugadores y oficiales quedaron horrorizados de que un intercambio privado sensible hubiera sido reportado a la prensa. Las fugas a la prensa eran prácticamente desconocidas en 1933. David Frith señala que la discreción y el respeto eran muy valorados y tal fuga era «considerada una ofensa moral de primer orden». Woodfull dejó claro que desaprobaba severamente la fuga, y más tarde escribió que «siempre esperaba que los jugadores de críquet hicieran lo correcto por sus compañeros de equipo». Como el único periodista a tiempo completo en el equipo australiano, la sospecha cayó inmediatamente sobre Fingleton, aunque tan pronto como se publicó la historia, le dijo a Woodfull que no era responsable. Warner ofreció a Larwood una recompensa de una libra si podía despedir a Fingleton en la segunda entrada; Larwood cumplió al eliminarlo por un pato. Fingleton más tarde afirmó que el reportero del Sydney Sun, Claude Corbett, había recibido la información de Bradman; durante el resto de sus vidas, Fingleton y Bradman hicieron afirmaciones y contraafirmaciones de que el otro hombre era responsable de la fuga.

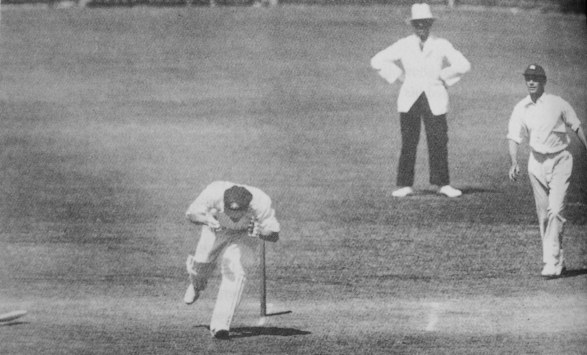
Bert Oldfield se tambalea con el cráneo fracturado.

El día siguiente, mientras Australia enfrentaba un gran déficit en la primera entrada, Bert Oldfield jugó una larga entrada en apoyo de Bill Ponsford, quien anotó 85. En el transcurso de la entrada, los lanzadores ingleses usaron bodyline contra él, y enfrentó varias entregas cortas pero tomó varios cuatros de Larwood para llegar a 41. Habiendo concedido un cuatro, Larwood lanzó un poco más corto y ligeramente más lento. Oldfield intentó enganchar pero perdió de vista la pelota y la bordeó en su sien; la pelota fracturó su cráneo. Oldfield se tambaleó y cayó de rodillas y el juego se detuvo mientras Woodfull salía al campo y la multitud enfurecida abucheaba y gritaba, alcanzando una vez más el punto donde parecía probable un disturbio. Varios jugadores ingleses pensaron en armarse con tocones en caso de que la multitud entrara al campo. La pelota que lesionó a Oldfield fue lanzada a un campo convencional, no de bodyline; Larwood se disculpó inmediatamente pero Oldfield dijo que fue su propia culpa antes de ser ayudado de regreso al vestuario y el juego continuó. Jardine más tarde envió secretamente un telegrama de simpatía a la esposa de Oldfield y arregló que se entregaran regalos a sus hijas pequeñas.

### El intercambio de cables
Al final del cuarto día de juego de la tercera prueba, la Junta de Control de Australia envió un cable al Club de Críquet de Marylebone (MCC), el cuerpo gobernante del críquet y el club que seleccionó al equipo de Inglaterra, en Londres:

Junta de Control de Australia al MCC, 18 de enero de 1933: 

El lanzamiento de bodyline asumió proporciones tales que amenaza los mejores intereses del juego, haciendo de la protección del cuerpo por parte de los bateadores la principal consideración. Causando un sentimiento intensamente amargo entre los jugadores, así como lesiones. En nuestra opinión, es antideportivo. A menos que se detenga de inmediato, es probable que perturbe las relaciones amistosas entre Australia e Inglaterra.

No todos los australianos, incluida la prensa y los jugadores, creían que el cable debería haberse enviado, particularmente inmediatamente después de una derrota contundente. La sugerencia de comportamiento antideportivo fue profundamente resentida por el MCC, y fue una de las peores acusaciones que podrían haberse hecho al equipo en ese momento. Además, los miembros del MCC creían que las autoridades del críquet australiano y el público habían reaccionado exageradamente al lanzamiento inglés. El MCC tomó algún tiempo para redactar una respuesta:

MCC a la Junta de Control de Australia, 23 de enero de 1933: 

Nosotros, el Club de Críquet de Marylebone, deploramos su cable. Rechazamos su opinión de que ha habido un juego antideportivo. Tenemos plena confianza en el capitán, el equipo y los gerentes, y estamos convencidos de que no harían nada para infringir ni las Leyes del Críquet ni el espíritu del juego. No tenemos evidencia de que nuestra confianza esté mal colocada. Aunque lamentamos mucho los accidentes a Woodfull y Oldfield, entendemos que en ninguno de los casos el lanzador tuvo la culpa. Si la Junta de Control de Australia desea proponer una nueva ley o regla, recibirá nuestra cuidadosa consideración a su debido tiempo. Esperamos que la situación no sea ahora tan seria como su cable parece indicar, pero si es tal que pone en peligro las buenas relaciones entre los jugadores de críquet ingleses y australianos, y usted consideraría deseable cancelar el resto del programa, consentiríamos con gran reticencia.

En este punto, el resto de la serie estaba bajo amenaza. Jardine estaba conmocionado por los eventos y por las reacciones hostiles hacia su equipo. Historias aparecieron en la prensa, posiblemente filtradas por el descontento Nawab de Pataudi, sobre peleas y discusiones entre los jugadores ingleses. Jardine ofreció dejar de usar bodyline si el equipo no lo apoyaba, pero tras una reunión privada (sin la asistencia de Jardine ni de los gerentes del equipo) los jugadores emitieron una declaración apoyando completamente al capitán y sus tácticas. Aun así, Jardine no habría jugado en la cuarta prueba sin la retirada de la acusación de «antideportivo».
La Junta de Australia se reunió para redactar un cable de respuesta, que fue enviado el 30 de enero, indicando que deseaban que la serie continuara y ofreciendo posponer la consideración de la justicia del lanzamiento de bodyline hasta después de la serie. La respuesta del MCC, el 2 de febrero, sugirió que continuar la serie sería imposible a menos que se retirara la acusación de comportamiento antideportivo.
La situación escaló a un incidente diplomático. Figuras prominentes en los gobiernos británico y australiano veían el bodyline como potencialmente perjudicial para una relación internacional que necesitaba permanecer fuerte. El Gobernador de Australia del Sur, Alexander Hore-Ruthven, quien estaba en Inglaterra en ese momento, expresó su preocupación al Secretario de Estado para Asuntos de Dominios británico James Henry Thomas de que esto causaría un impacto significativo en el comercio entre las naciones. La situación se resolvió cuando el primer ministro australiano, Joseph Lyons, se reunió con miembros de la Junta de Australia y les explicó las severas dificultades económicas que podrían causarse en Australia si el público británico boicoteaba el comercio australiano. Tras una considerable discusión y debate en la prensa inglesa y australiana, la Junta de Australia envió un cable al MCC que, aunque mantenía su oposición al lanzamiento de bodyline, declaraba «No consideramos que el espíritu deportivo de su equipo esté en cuestión». Aun así, la correspondencia entre la Junta de Australia y el MCC continuó durante casi un año.

### El fin de la serie
Voce se perdió la cuarta prueba de la serie, siendo reemplazado por un lanzador de giro de pierna, Tommy Mitchell. Larwood continuó usando bodyline, pero fue el único lanzador en el equipo usando la táctica; aun así, la usó con menos frecuencia de lo habitual y parecía menos efectivo en altas temperaturas y humedad. Inglaterra ganó el juego por ocho wickets, gracias en parte a una entrada de 83 por Eddie Paynter quien había sido ingresado en el hospital con amigdalitis pero salió para batear cuando Inglaterra estaba luchando en su entrada. Voce regresó para la prueba final, pero ni él ni Allen estaban completamente en forma, y a pesar del uso de tácticas de bodyline, Australia anotó 435 a un ritmo rápido, ayudado por varias capturas fallidas. Australia incluyó un lanzador rápido para este juego final, Harry Alexander, quien lanzó algunas entregas cortas pero no se le permitió usar muchos fildeadores en el lado de pierna por su capitán, Woodfull. Inglaterra construyó una ventaja de 19 pero sus tácticas en la segunda entrada de Australia fueron interrumpidas cuando Larwood dejó el campo con un pie lesionado; Hedley Verity, un lanzador de giro, reclamó cinco wickets para eliminar a Australia; Inglaterra ganó por ocho wickets y ganó la serie por cuatro pruebas a una.

## En Inglaterra
El bodyline continuó siendo lanzado ocasionalmente en la temporada inglesa de 1933—notablemente por Nottinghamshire, que tenía a Carr, Voce y Larwood en su equipo. El propio Jardine tuvo que enfrentar el lanzamiento de bodyline en un partido de prueba. El equipo de críquet de las Indias Occidentales realizó una gira por Inglaterra en 1933, y, en la segunda prueba en Old Trafford, Jackie Grant, su capitán, decidió probar el bodyline. Tenía un par de lanzadores rápidos, Manny Martindale y Learie Constantine. Enfrentando tácticas de bodyline por primera vez, Inglaterra primero sufrió, cayendo a 134 por 4, con Wally Hammond siendo golpeado en la barbilla, aunque se recuperó para continuar su entrada. Luego Jardine mismo enfrentó a Martindale y Constantine. Jardine nunca se inmutó. Con Les Ames encontrándose en dificultades, Jardine dijo, «Tú ponte en este extremo, Les. Yo me encargo de esta maldita tontería». Jugó completamente hacia atrás a los rebotes, parándose de puntillas, y los jugó con un bate muerto, a veces jugando la pelota con una mano para más control. Aunque el terreno de Old Trafford no era tan adecuado para el bodyline como los terrenos duros australianos, Martindale tomó 5 por 73, pero Constantine solo tomó 1 por 55. Jardine mismo hizo 127, su único centenar en pruebas. En la segunda entrada de las Indias Occidentales, Clark lanzó bodyline de vuelta a los caribeños, tomando 2 por 64. El partido al final quedó en empate pero jugó un gran papel en cambiar la opinión inglesa contra el bodyline. The Times usó la palabra bodyline, sin usar comillas o la calificación de «así llamado», por primera vez. Wisden también dijo que «la mayoría de los que lo vieron por primera vez deben haber concluido que, aunque estrictamente dentro de la ley, no era agradable».
En 1934, Bill Woodfull lideró a Australia de regreso a Inglaterra en una gira que había estado bajo una nube tras la tempestuosa diplomacia de críquet de la serie anterior de bodyline. Jardine se había retirado del críquet internacional a principios de 1934 después de capitanear una gira tensa por India y bajo el nuevo capitán de Inglaterra, Bob Wyatt, se establecieron acuerdos para que no se usara el bodyline. Sin embargo, hubo ocasiones en las que los australianos sintieron que sus anfitriones habían cruzado la línea con tácticas que se asemejaban al bodyline.
En un partido entre los australianos y Nottinghamshire, Voce, uno de los practicantes del bodyline de 1932-33, empleó la estrategia con el portero parado en el lado de pierna y tomó 8/66. En la segunda entrada, Voce repitió la táctica al final del día, con luz tenue contra Woodfull y Bill Brown. De sus 12 pelotas, 11 no fueron más bajas que la altura de la cabeza. Woodfull dijo a los administradores de Nottinghamshire que, si el lanzamiento al lado de pierna de Voce se repetía, sus hombres dejarían el campo y regresarían a Londres. Además, dijo que Australia no regresaría al país en el futuro. Al día siguiente, Voce estuvo ausente, aparentemente debido a una lesión en la pierna. Ya enojados por la ausencia de Larwood, los fieles de Nottinghamshire abuchearon a los australianos todo el día. Australia había quejado previamente y en privado que algunos lanzadores rápidos habían sobrepasado el acuerdo en las pruebas.

## Cambios en las leyes del críquet
Como consecuencia directa de la gira de 1932-33, el MCC introdujo una nueva regla en las Leyes del Críquet para la temporada de críquet inglesa de 1935. Originalmente, el MCC esperaba que los capitanes aseguraran que el juego se jugara en el espíritu correcto, y aprobó una resolución de que el lanzamiento de bodyline violaría este espíritu. Cuando esto resultó insuficiente, el MCC aprobó una ley de que el lanzamiento de «ataque directo» era injusto y se convirtió en la responsabilidad de los árbitros identificarlo y detenerlo. En 1957, las leyes fueron alteradas para evitar que más de dos fildeadores se colocaran detrás del cuadrado en el lado de pierna; la intención era prevenir tácticas de lanzamiento negativas por las cuales los lanzadores de giro lento y de inswing lento apuntaban al tocón de pierna de los bateadores con fildeadores concentrados en el lado de pierna. Sin embargo, un efecto indirecto fue hacer imposible implementar campos de bodyline.
Cambios posteriores en la ley, bajo el título de «Lanzamiento Corto Intimidatorio», también restringieron el número de «rebotes» que podrían lanzarse en un over. Sin embargo, la táctica de intimidar al bateador todavía se usa hasta un punto que habría sido impactante en 1933, aunque es menos peligrosa ahora porque los jugadores de hoy usan cascos y generalmente mucho más equipo protector. Los equipos de las Indias Occidentales de los años 80, que regularmente presentaban un ataque de lanzamiento compuesto por algunos de los mejores lanzadores rápidos en la historia del críquet, fueron quizás los exponentes más temidos.

## Reacción
Los jugadores y la gestión inglesa se refirieron consistentemente a su táctica como «teoría de pierna rápida», considerándola una variante de la táctica establecida y no objetable de teoría de pierna. El término inflamatorio «bodyline» fue acuñado y perpetuado por la prensa australiana (ver arriba). Los escritores ingleses usaron el término «teoría de pierna rápida». La terminología reflejaba diferencias en la comprensión, ya que ni el público inglés ni la Junta del Club de Críquet de Marylebone (MCC)—el cuerpo gobernante del críquet inglés—podían entender por qué los australianos se quejaban de lo que percibían como una táctica comúnmente usada. Algunos concluyeron que las autoridades del críquet australiano y el público eran malos perdedores. De los cuatro lanzadores rápidos en el grupo de la gira, Gubby Allen fue una voz disidente en el campo inglés, negándose a lanzar corto en el lado de pierna, y escribiendo varias cartas a casa en Inglaterra críticas de Jardine, aunque no lo expresó en público en Australia. Varios otros jugadores, mientras mantenían un frente unido en público, también deploraban el bodyline en privado. Los aficionados Bob Wyatt (el vice-capitán), Freddie Brown y el Nawab de Pataudi se opusieron, al igual que Wally Hammond y Les Ames entre los profesionales.
Durante la temporada, el coraje físico de Woodfull, su liderazgo estoico y digno le ganaron muchos admiradores. Se negó rotundamente a emplear tácticas de represalia y no se quejó públicamente aunque él y sus hombres fueron golpeados repetidamente. Jardine, sin embargo, insistió en que su táctica no estaba diseñada para causar lesiones y que estaba liderando a su equipo de manera deportiva y caballeresca, argumentando que dependía de los bateadores australianos salir de los problemas. Posteriormente se reveló que varios de los jugadores tenían reservas privadas, pero no las expresaron públicamente en ese momento.

## Legado
Tras la serie de 1932-33, varios autores, incluidos muchos de los jugadores involucrados, publicaron libros expresando diversos puntos de vista sobre el bodyline. Muchos argumentaron que era una plaga para el críquet y debía ser eliminada, mientras que algunos no veían de qué se trataba todo el alboroto. La serie ha sido descrita como el período más controvertido en la historia del críquet australiano, y fue votada como el momento australiano más importante por un panel de personalidades del críquet australiano. El MCC pidió a Harold Larwood que firmara una disculpa por su lanzamiento en Australia, haciendo su selección para Inglaterra nuevamente condicional a ello. Larwood estaba furioso con la noción, señalando que había estado siguiendo órdenes de su capitán, y ahí es donde debería recaer cualquier culpa. Larwood se negó, nunca volvió a jugar para Inglaterra, y fue vilipendiado en su propio país. Douglas Jardine siempre defendió sus tácticas y en el libro que escribió sobre la gira, In Quest of the Ashes, describió las acusaciones de que los lanzadores ingleses dirigieron su ataque con la intención de causar daño físico como estúpidas y patentemente falsas. El efecto inmediato del cambio de ley que prohibió el bodyline en 1935 fue hacer a los comentaristas y espectadores sensibles al uso de lanzamientos cortos; los rebotes se volvieron extremadamente raros y los lanzadores que los entregaban eran prácticamente ostracizados. Esta actitud terminó después de la Segunda Guerra Mundial, y entre los primeros equipos en hacer un uso extensivo de lanzamientos cortos estuvo el equipo australiano capitaneado por Bradman entre 1946 y 1948. Otros equipos pronto siguieron.
Fuera del deporte, hubo consecuencias significativas para las relaciones anglo-australianas, que permanecieron tensas hasta el estallido de la Segunda Guerra Mundial que hizo la cooperación paramount. Los negocios entre los dos países se vieron afectados adversamente ya que los ciudadanos de cada país evitaban bienes fabricados en el otro. El comercio australiano también sufrió en las colonias británicas en Asia: el North China Daily News publicó un editorial a favor del bodyline, denunciando a los australianos como malos perdedores. Un periodista australiano informó que varios negocios en Hong Kong y Shanghai fueron perdidos por australianos debido a las reacciones locales. Los inmigrantes ingleses en Australia se encontraron evitados y perseguidos por los locales, y los visitantes australianos a Inglaterra fueron tratados de manera similar. En 1934-35, una estatua del Príncipe Alberto en Sídney fue vandalizada, con una oreja arrancada y la palabra «BODYLINE» pintada en ella. Tanto antes como después de la Segunda Guerra Mundial, se escribieron numerosas caricaturas satíricas y sketches de comedia, principalmente en Australia, basados en los eventos de la gira de bodyline. Generalmente, se burlaban de los ingleses.
En 1984, la Network 10 de Australia produjo una miniserie de televisión titulada Bodyline, dramatizando los eventos de la gira inglesa por Australia de 1932-33. Protagonizada por Gary Sweet como Don Bradman, Hugo Weaving como Douglas Jardine, Jim Holt como Harold Larwood, Rhys McConnochie como Pelham Warner, y Frank Thring como el mentor de Jardine Lord Harris. La serie tomó algunas libertades con la precisión histórica por el bien del drama, incluyendo una representación de fanáticos australianos enfurecidos quemando una bandera británica en el Adelaide Oval, un evento que nunca fue documentado. Larwood, habiendo emigrado a Australia en 1950, fue ampliamente recibido con los brazos abiertos, aunque recibió varias llamadas telefónicas amenazantes y obscenas después de que se emitiera la serie. La serie fue ampliamente y fuertemente atacada por los jugadores sobrevivientes por su inexactitud y sensacionalismo.
Hasta el día de hoy, la gira de bodyline sigue siendo uno de los eventos más significativos en la historia del críquet, y aún está muy presente en la conciencia de muchos seguidores del críquet. En una encuesta de periodistas de críquet, comentaristas y jugadores en 2004, la gira de bodyline fue clasificada como el evento más importante en la historia del críquet.